# Кузьминская (Шенкурский район)
Кузьминская — деревня в Шенкурском районе Архангельской области. Входит в состав муниципального образования «Никольское».

## География
Деревня расположена в южной части Архангельской области, в таёжной зоне, в пределах северной части Русской равнины, в 9,5 километрах на северо-запад от города Шенкурска, на правом берегу реки Юмзеньга, притока реки Вага. Ближайшие населённые пункты: на юге деревня Бараковская, на юго-западе деревня Медведевская, на северо-западе деревня Никольский Погост.
Часовой пояс
Кузьминская, как и вся Архангельская область, находится в часовой зоне МСК (московское время). Смещение применяемого времени относительно UTC составляет +3:00.

## Население
| 2002 | 2010 | 2012 |
| ---- | ---- | ---- |
| 31   | ↗32  | ↘30  |

## История
В «Списке населенных мест Архангельской губернии на 1 мая 1922 года» деревня Кузьминская насчитывает 3 двора, 7 мужчин и 6 женщин. Причём в «Списке населенных мест Архангельской губернии к 1905 году» деревня не указана, вероятнее всего, она возникла в период с 1905 по 1922 год.  В административном отношении деревня входила в состав Володимировского сельского общества Великониколаевской волости.